# Paḫir-Iššan
Paḫir-Iššan (Pachir-Ischschan; babylonisch IPi-ḫi-ra-nu-dU) war ein elamitischer König, dessen Regierungszeit um 1374 v. Chr. angesetzt wird. Die genaue Datierung ist allerdings unsicher und hängt stark von der Datierung der Regierungszeiten babylonischer Könige ab.
In einer Bauinschrift des Untaš-Napiriša aus Susa wird Paḫir-Iššan als Sohn des Igi-ḫalki bezeichnet.
Paḫir-Iššan hinterließ keine eigene Inschriften oder Denkmäler. Aus einer Bauinschrift des Šilḫak-in-Šušinak kann geschlossen werden, dass er am Inšušinak-Tempel in Susa baute. Eine andere Quelle berichtet, dass er mit einer Verwandten des kassitischen Königs Kurigalzu I. verheiratet war.